# سلیمان ساوادوگو
سلیمان ساوادوگو (انگلیسی: Souleymane Sawadogo؛ زادهٔ ۹ ژانویهٔ ۱۹۹۳) بازیکن فوتبال اهل بورکینافاسو است.
از باشگاه‌هایی که در آن بازی کرده است می‌توان به باشگاه فوتبال کلرمون فوت و باشگاه فوتبال اوسر اشاره کرد.
وی همچنین در تیم ملی فوتبال بورکینافاسو بازی کرده است.